# Boris Martino
Boris Borisowicz Martino, ros. Борис Борисович Мартино (ur. 5 czerwca 1917 w Kronsztadzie, zm. 22 lipca 1962 w Monachium) – rosyjski emigracyjny działacz ruchu skautowskiego i młodzieżowego, publicysta, szef oddziału młodzieżowego Komitetu Wyzwolenia Narodów Rosji pod koniec II wojny światowej
W 1919 r. jego rodzina wyjechała do Królestwa SHS, zamieszkując w Sarajewie. Boris B. Martino ukończył tam szkołę podstawową i gimnazjum. W 1930 r. zaangażował się w ruch skautowski, wstępując do Związku Skautów Jugosłowiańskich. Od 1931 r. wchodził w skład „korniłowskiego” oddziału rosyjskich skautów. W 1934 r. został instruktorem skautowskim. W latach 1934–1939 studiował prawo na  Uniwersytecie w Belgradzie. W 1937 r. stanął na czele belgradzkiego oddziału skautów im. generalissimusa A. W. Suworowa. Od 1938 r. pełnił funkcję sekretarza oddziału Narodowej Organizacji Rosyjskich Skautów - Wywiadowców (NORS) w Jugosławii. W listopadzie tego roku został skautmasterem. Po ukończeniu studiów pełnił funkcję zastępcy przewodniczącego instruktorskiego oddziału NORS. Pisał artykuły do pisma „Wiestnik ICz”. W kwietniu 1941 r. został przewodniczącym instruktorskiego oddziału NORS. We wrześniu tego roku, po zjeździe członków oddziału instruktorskiego, B. B. Martino zamierzał przedostać się nielegalnie na okupowane tereny ZSRR. Z powodu choroby pozostał w Warszawie. Następnie udał się do Berlina, a stamtąd z powrotem do Warszawy. Zaangażował się w działalność konspiracyjną rozwijaną na okupowanych ziemiach polskich i radzieckich przez Narodową Organizację Młodzieży Rosyjskiej (NORM). W 1942 r. zorganizował pod Warszawą obóz wywiadowczy, w lipcu 1943 r. obóz w rejonie Stralsundu, zaś w czerwcu 1944 r. kolejny obóz w Niemczech. Pod koniec 1944 r. stanął na czele oddziału młodzieżowego Komitetu Wyzwolenia Narodów Rosji (KONR). Po zakończeniu wojny brał udział na pocz. listopada 1945 r. w Monachium w zjeździe młodych wywiadowców. Wybrano go zastępcą starszego rosyjskiego skauta na Europę. W lutym 1946 w Espenau uczestniczył w zjeździe przywódców Organizacji Rosyjskich Młodych Wywiadowców, zaś pod koniec września 1947 r. w obozie w Legau w 2 zjeździe przywódców Organizacji Skautów Rosyjskich. Został wybrany starszym skautmasterem. Ponadto pracował w redakcji pisma „Posiew”. Na pocz. lat 50. wstąpił do Narodowego Związku Pracujących (NTS), wchodząc w skład jego kierownictwa. W styczniu 1956 r. wystąpił jednak ze Związku. Od 1958 r. pracował w Radiu „Wolność” w Monachium.